# Античний проспект
Античний проспект (крим. Antik caddesı) — вулиця в Гагарінському районі Севастополя, в районі Омеги.